# MPL (groupe)
Pour les articles homonymes, voir MPL.
MPL, anciennement Ma pauvre Lucette, est un groupe musical français. Il est formé en 2012, et est composé de cinq membres.

## Membres
- Julien Abitbol : guitare
- Cédric Bouteiller : chant
- Arthur Dagallier : machines
- Andreas Radwan : basse
- Manuel Rouzier : guitare

### Galerie

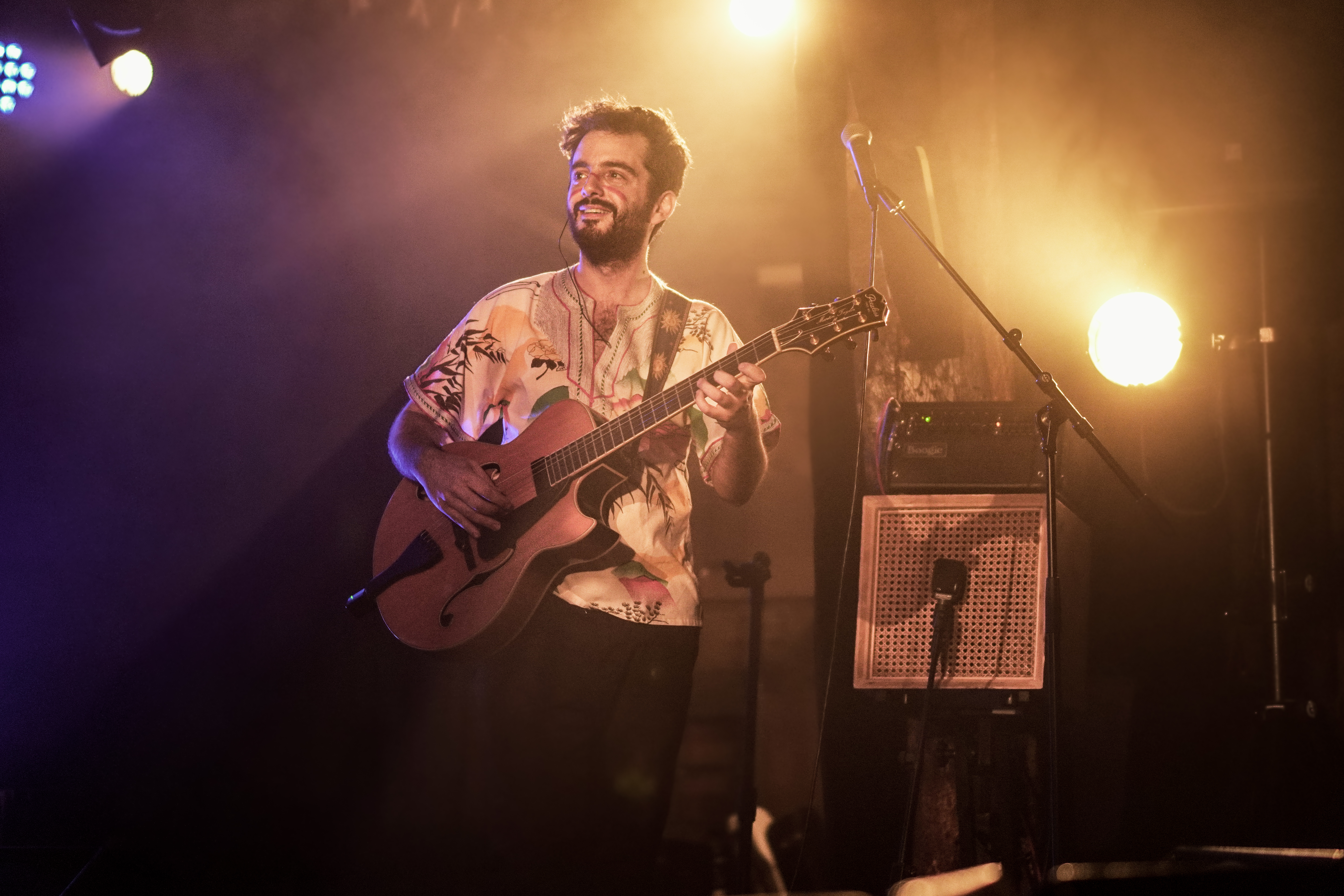
Julien Abitbol.
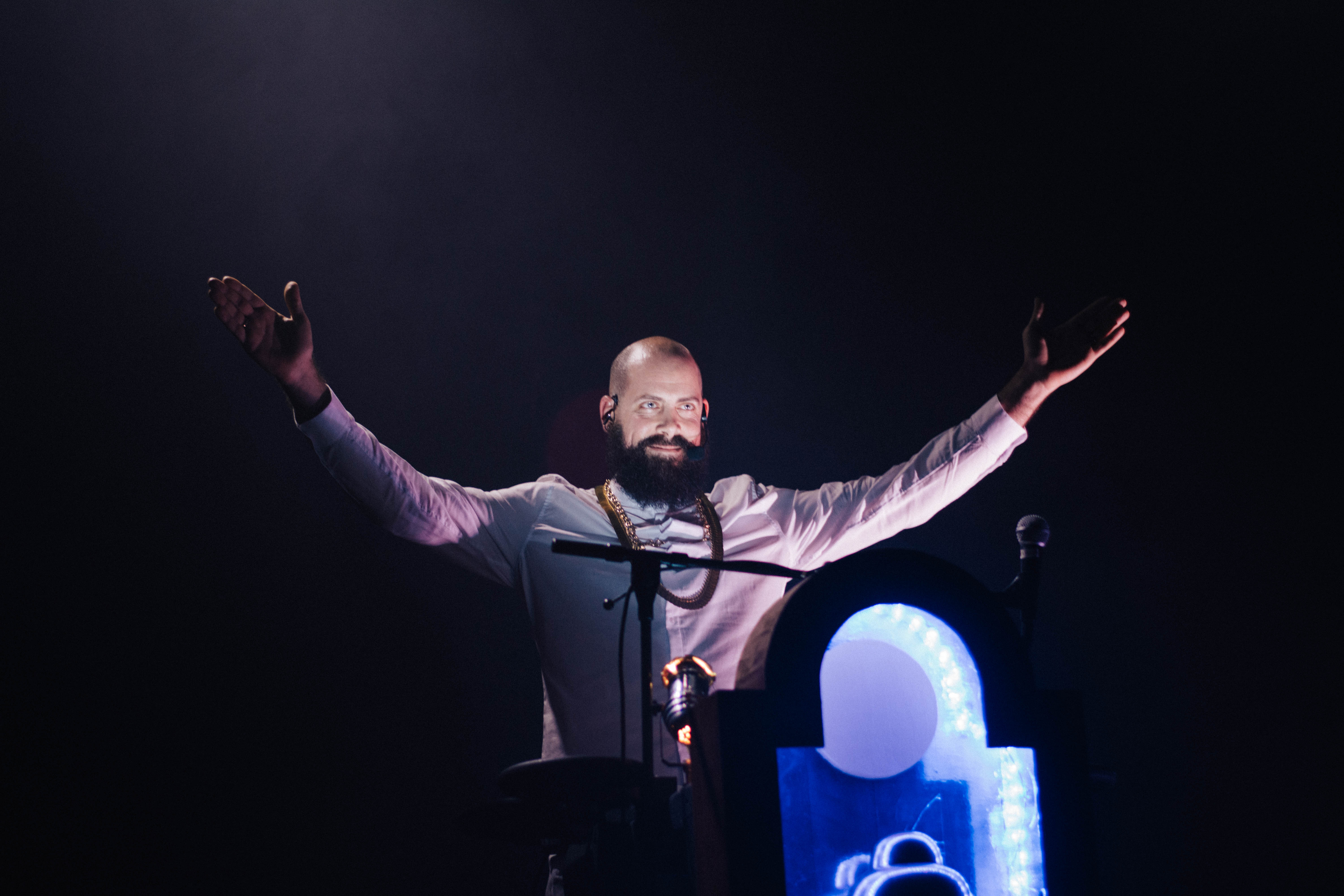
Arthur Dagallier.
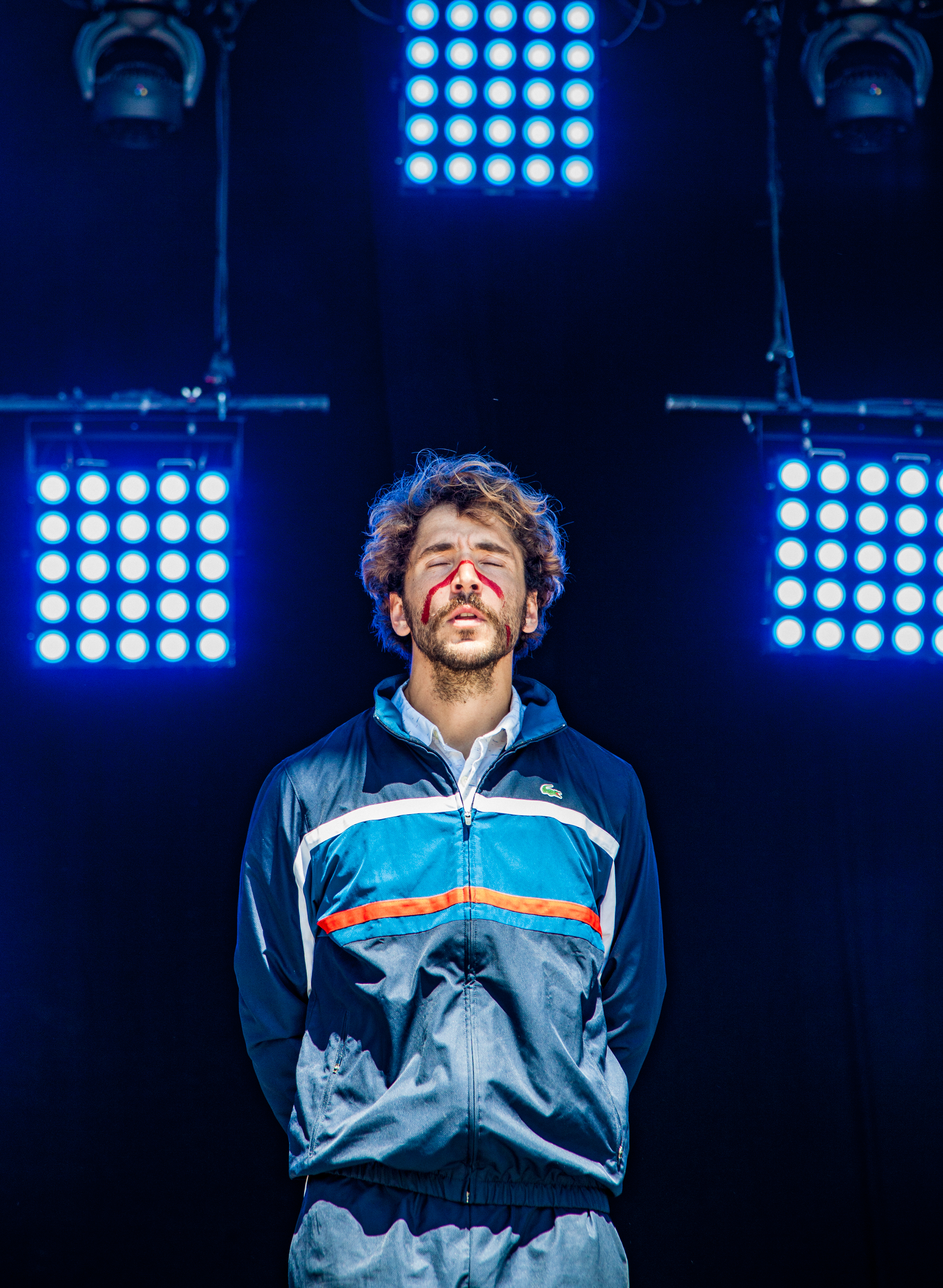
Cédric Bouteiller.
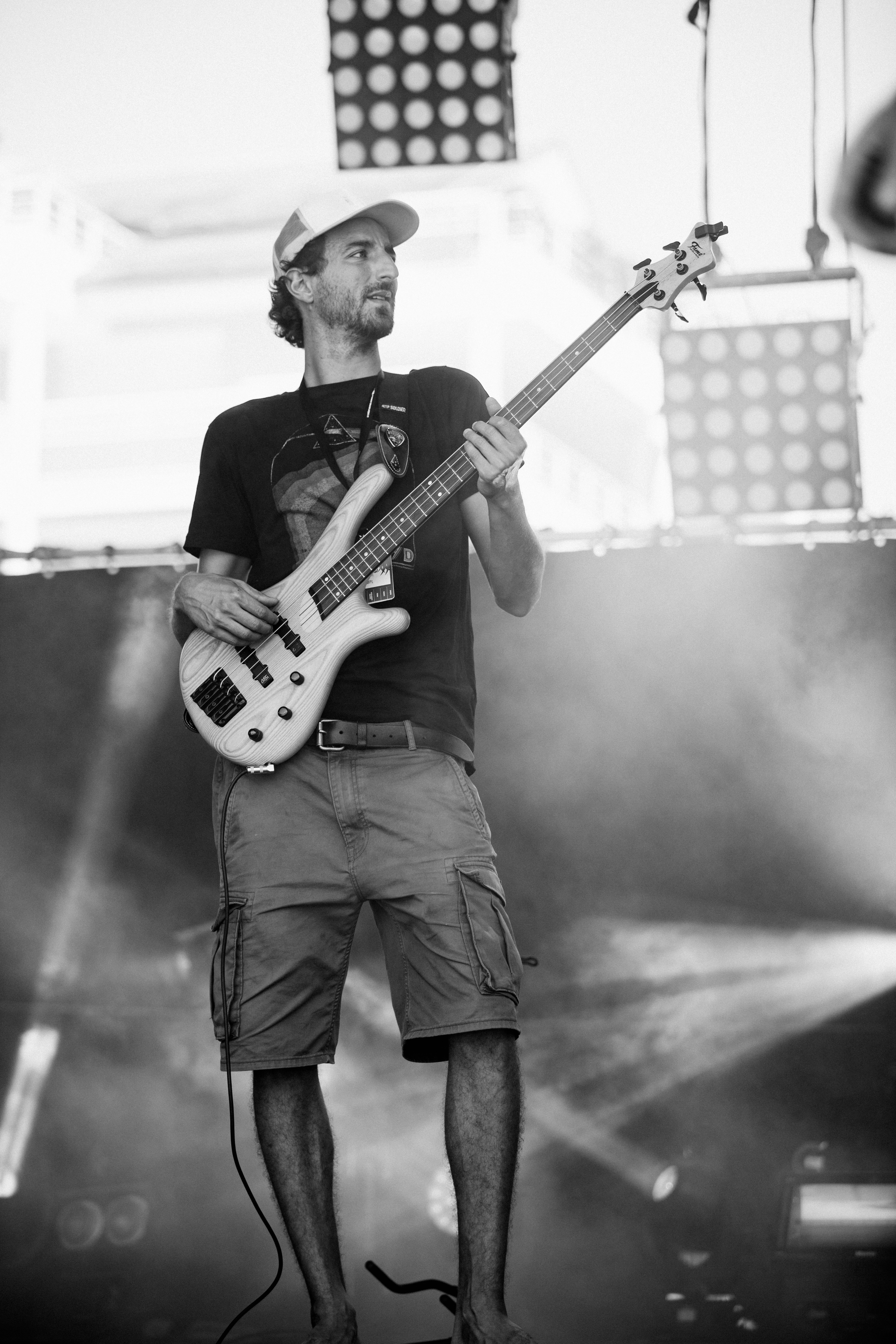
Andreas Radwan.
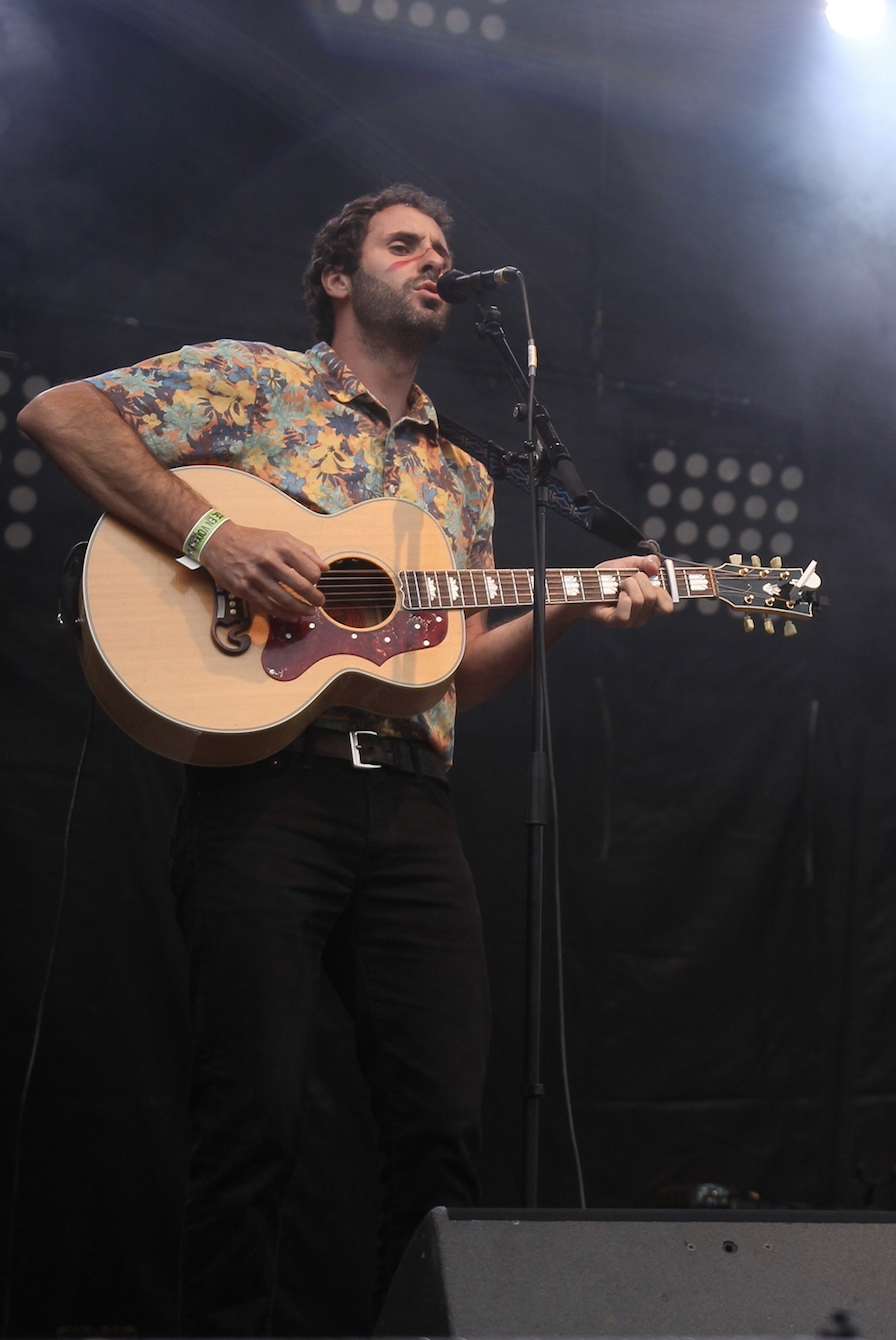
Manuel Rouzier.

## Discographie

### Album studio
- 2015 : Ma Pauvre Lucette
- 2020 : L'Étoile
- 2022 : Bonhommes

### EP
- 2015 : LU7

### Album live
- 2024 : En Montgolfière

### Singles
- 2024 : Petit Chat 2 et Lulu 2
- 2024 : Vélo
- 2025 : Ton visage
- 2025 : L'inverse du coup de foudre